# MoneyGram
MoneyGram International, Inc. es una empresa de transferencias monetarias con base en los Estados Unidos y oficinas generales en Dallas, Texas. Cuenta con un centro de operaciones en St. Louis Park, Minnesota y oficinas regionales y locales alrededor del mundo. MoneyGram es una empresa pública y cotiza en la bolsa bajo el símbolo MGI. Los negocios de MoneyGram se dividen en dos categorías: Transferencias de Fondos Globales y Productos de Papel Financiero. La empresa trabaja con individuos y empresas mediante una red de agentes e instituciones financieras clientes.
MoneyGram es el segundo mayor proveedor de transferencias monetarias en el mundo. La empresa opera en más de 200 países con una red mundial de unas 347,000 oficinas de agentes.

## Histórico
MoneyGram International fue el resultado de la fusión de dos empresas, Travelers Express con base en Minneapolis e Integrated Payment Systems Inc. con base en Denver. MoneyGram se estableció inicialmente como subsidiaria de Integrated Payment Systems y luego se volvió una empresa independiente antes de ser adquirida por Travelers en 1998. En el 2004, Travelers Express se convirtió en lo que hoy se conoce como MoneyGram International.

### Travelers Express (1940-1997)
Travelers Express Co. Inc. con base en Minneapolis fue fundada en 1940. Travelers Express, una subsidiaria de Viad Corporation, se convirtió en el mayor proveedor de giros postales del país antes de iniciar un plan de reorganización corporativa en 1993. Para finales de los años 90, MoneyGram Payment Systems había prestado servicios a sus clientes en más de 22,000 establecimientos en 100 países.

### Sistemas de Pago MoneyGram (1988-1997)
MoneyGram se formó en 1988 como subsidiaria de Integrated Payment Systems Inc. Integrated Payment Systems era subsidiaria de First Data Corporation, la cual a su vez era subsidiaria de American Express. En 1992, First Data se separó de American Express y comenzó a cotizar al público en la Bolsa de Nueva York. First Data Corporation se fusionó posteriormente con First Financial, los propietarios de su rival Western Union. Con el fin de aprobar la fusión, la Comisión Federal de Comercio forzó a First Data a vender Integrated Payment Systems.
En 1996, Integrated Payment Systems, la segunda empresa de transferencias monetarias no bancaria más grande del país, se convirtió en su propia empresa que cotiza al público y cambió su nombre a MoneyGram Payment Systems Inc. En 1997, James F. Calvano, anterior presidente de Western Union, se convirtió en el presidente y director general de MoneyGram Payment Systems.
MoneyGram International Ltd. se estableció en 1997 por MoneyGram Payment Systems Inc. un año después de que la empresa se hizo pública. Al momento en que MoneyGram International se estableció, MoneyGram Payment Systems poseía el 51 por ciento de la empresa, mientras que el restante 49 por ciento era propiedad de Thomas Cook Group.

### MoneyGram International (1998-a la fecha)
En abril de 1998, Viad adquirió MoneyGram Payment Systems Inc. por $287 millones. MoneyGram se incluyó entonces en Travelers Express de Viad en Minneapolis.
En 2003, Travelers Express obtuvo la propiedad plena de la red MoneyGram, incluyendo a MoneyGram International. Posteriormente ese año, Viad se separó de Travelers Express para convertirse en una empresa independiente. En enero del 2004 Travelers Express cambió su nombre a MoneyGram International Inc. En junio de 2004, Viad vendió MoneyGram y se convirtió en una entidad individual cotizando públicamente.
Para el 2006, MoneyGram International se había expandido internacionalmente e incluía 96,000 agentes en regiones tales como Asia-Pacífico, Europa del Este, y América Central. La empresa había también introducido servicios adicionales como pago de servicios y transferencias monetarias en línea.
Durante la crisis financiera de 2008, las acciones de MoneyGram cayeron 96 por ciento de 2007 a 2009. Perdió más de $1,600 millones de inversiones en valores respaldados por hipotecas riesgosas en el 2008, y las pérdidas hicieron que la empresa vendiera la mayoría de acciones a Thomas H. Lee Partners y a Goldman Sachs a cambio de un influjo de efectivo. Durante la caída, U.S. Bancorp transfirió sus servicios de transferencias monetarias a Western Union. La empresa volvió a ver nuevamente rentabilidad en el 2009.
Durante el cambio de MoneyGram, Pamela Patsley se convirtió en la presidenta ejecutiva de la empresa en enero del 2009 para ser posteriormente nombrada presidenta y directora ejecutiva en septiembre del mismo año. En noviembre del 2010, MoneyGram reubicó oficialmente sus oficinas generales mundiales a la ciudad de Dallas, Texas. La empresa continúa manteniendo sus centros de operaciones a nivel mundial y tecnología de información en Minneapolis, Minnesota.

## Productos

### Transferencias de fondos a nivel mundial
- MoneyGram Transferencias monetarias
- MoneyGram Servicios de pagos de servicios - -que permite a los consumidores efectuar pagos urgentes o pagar facturas de servicios a ciertas empresas.

### Productos de papel financiero
- Giros postales - MoneyGram es el segundo mayor proveedor de giros postales.[5][6][24]
- Cheques oficiales - MoneyGram ofrece servicios de contratación externa de cheques oficiales que están disponibles a instituciones financieras en los Estados Unidos. Los cheques oficiales se usan por los consumidores cuando un acreedor requiere que se expida un cheque de un banco y por instituciones financieras para pagar sus obligaciones.

## Filantropía
MoneyGram lanzó la Fundación MoneyGram en el 2013, la cual se enfoca en distribuir subsidios a nivel internacional para apoyo a la educación. La Fundación MoneyGram distribuyó subsidios en 19 países en su primer año de operaciones. La Fundación obtiene la mayor parte de sus fondos de MoneyGram International, y se apoya en el anterior Programa Global Giving de MoneyGram.
Mediante MoneyGram, Global Giving hizo una donación de $100,000 a World Vision International para educación y útiles escolares, y otra donación de $30,000 para el programa Girls Exploring Math and Science en Dallas.
MoneyGram participó en ayuda para emergencias después del terremoto de Haití de 2010 reduciendo la tarifa a solamente $1 para todas las transacciones hacia Haití junto con un subsidio de $10,000 a la Fundación Panamericana de Desarrollo y a la Cruz Roja Americana. En el 2012, MoneyGram contribuyó con los esfuerzos de ayuda para damnificados de Huracán Sandy comprometiéndose a donar a la Cruz Roja Americana $1 por transacciones de hasta $200,000.
La fundación también ha contribuido con otros esfuerzos de ayuda después de eventos tales como el Tifón Haiyan en las Filipinas. La empresa participó también en la iniciativa OLPC y en Hábitat para la Humanidad a través de la Fundación MoneyGram.

## Enlaces
- MoneyGram International
- MoneyGram eMoney Transfer

- Datos: Q1944412
- Multimedia: MoneyGram / Q1944412